# Les Instants volés
Albums de Jean Ferrat
La femme est l'avenir de l'homme Ferrat 80
Les Instants volés est un album studio de Jean Ferrat sorti chez Temey en 1979.

## Titres
| No  | Titre                               | Durée |
| --- | ----------------------------------- | ----- |
| 1.  | Mon palais                          |       |
| 2.  | Le Tiers Chant                      |       |
| 3.  | Le chef de gare est amoureux        |       |
| 4.  | Le Petit Trou pas cher              |       |
| 5.  | Les Instants volés                  |       |
| 6.  | Un cheval fou dans un grand magasin |       |
| 7.  | Caserne                             |       |
| 8.  | La Boldochévique                    |       |
| 9.  | Le Diable au cœur                   |       |
| 10. | Si nous mourons                     |       |

## Crédits
- Arrangements et direction musicale : Alain Goraguer